# Calciatore sudamericano dell'anno 1992
Il premio di calciatore sudamericano dell'anno per il 1992 fu assegnato a Raí, calciatore brasiliano del San Paolo.

## Classifica
| Pos. | Calciatore        | Naz.      | Punti | Club              |
| ---- | ----------------- | --------- | ----- | ----------------- |
| 1.   | Raí               | Brasile   | 55    | San Paolo         |
| 2.   | Sergio Goycoechea | Argentina | 24    | Olimpia           |
| 3.   | Alberto Acosta    | Argentina | 20    | San Lorenzo       |
| 3.   | Fernando Gamboa   | Argentina | 20    | Newell's Old Boys |
| 5.   | Cafu              | Brasile   | 18    | San Paolo         |
| 5.   | Renato Gaúcho     | Brasile   | 17    | Cruzeiro          |
| 7.   | Júnior            | Brasile   | 14    | Flamengo          |
| 8.   | Boiadeiro         | Brasile   | 13    | Boca Juniors      |
| 8.   | Alberto Márcico   | Argentina | 13    | Cruzeiro          |
| 10.  | Luis Islas        | Argentina | 10    | Independiente     |